# Paraguay en la Copa Mundial de Fútbol
La Selección de fútbol de Paraguay ha jugado en ocho ediciones de la Copa Mundial de Fútbol. Su primera participación fue en la Copa Mundial de Fútbol de 1930, cuando fue invitada a participar, y su última participación fue en la Copa Mundial de Fútbol de 2010. La selección se ubica en el puesto N°24 del ranking histórico. 
El máximo goleador es Nelson Cuevas, el cual anotó 3 goles en dos Mundiales. Por otro lado, el jugador con más participaciones es Denis Caniza, que participó en los Mundiales de 1998, 2002, 2006 y 2010.
La mejor participación que tuvo fue en el Mundial de Sudáfrica del 2010, en donde llegaron a los cuartos de final, y su peor participación fue en el Mundial de Alemania del 2006, donde fueron eliminados en primera fase, terminando en la posición 18° del torneo.

## Uruguay 1930
Paraguay fue invitada a este torneo, siendo la única vez que jugó un Mundial sin haber clasificado mediante las eliminatorias. Debutó frente a Estados Unidos el 17 de julio en el Estadio Parque Central, terminando en una goleada de 0:3 a favor de los estadounidenses. 3 días después, se enfrentaron contra Bélgica en el Estadio Centenario, y ganaron con un gol de Vargas Peña, dejando el marcador 1-0 para Paraguay. Pero a pesar de esta victoria, Paraguay quedó en segundo lugar y no logró clasificar a la segunda fase. Su posición en el ranking fue 9°.

### Grupo D

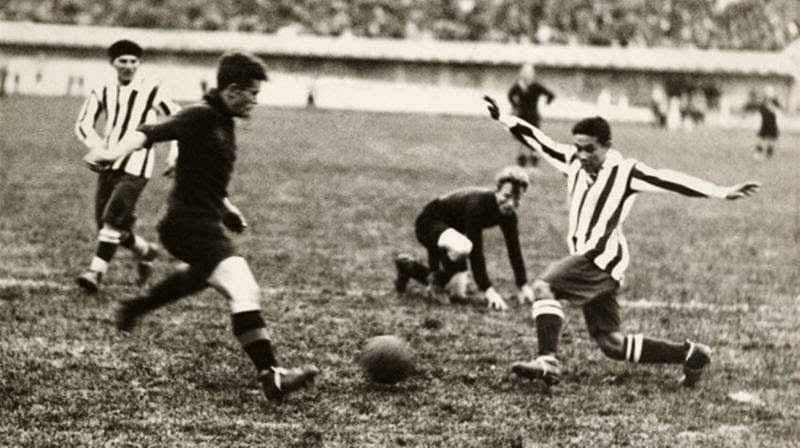
Partido entre Paraguay y Bélgica.

| Equipo         | Pts | PJ | PG | PE | PP | GF | GC | Dif |
| -------------- | --- | -- | -- | -- | -- | -- | -- | --- |
| Estados Unidos | 4   | 2  | 2  | 0  | 0  | 6  | 0  | 6   |
| Paraguay       | 2   | 2  | 1  | 0  | 1  | 1  | 3  | -2  |
| Bélgica        | 0   | 2  | 0  | 0  | 2  | 0  | 4  | -4  |

| 17 de julio de 1930, 14:45                                                                      | Estados Unidos          | 3:0 (2:0) | Paraguay | Estadio Parque Central, Montevideo                                |                                                                   |
|                                                                                                 | Patenaude 10', 15', 50' | Reporte   |          | Asistencia: 18 306 espectadores Árbitro(s): José Bartolomé Macías | Asistencia: 18 306 espectadores Árbitro(s): José Bartolomé Macías |
| Bert Patenaude se convirtió en el primer jugador reconocido por la FIFA que marcó una tripleta. |                         |           |          |                                                                   |                                                                   |

| 20 de julio de 1930, 15:00 | Paraguay        | 1:0 (1:0) | Bélgica | Estadio Centenario, Montevideo                                |                                                               |
|                            | Vargas Peña 40' | Reporte   |         | Asistencia: 12 000 espectadores Árbitro(s): Ricardo Vallarino | Asistencia: 12 000 espectadores Árbitro(s): Ricardo Vallarino |

### Estadísticas

#### Posiciones
| Equipo | Equipo   | Pts | PJ | PG | PE | PP | GF | GC | Dif | Rend  |
| ------ | -------- | --- | -- | -- | -- | -- | -- | -- | --- | ----- |
| 8      | Rumania  | 2   | 2  | 1  | 0  | 1  | 3  | 5  | -2  | 50,0% |
| 9      | Paraguay | 2   | 2  | 1  | 0  | 1  | 1  | 3  | -2  | 50,0% |
| 10     | Perú     | 0   | 2  | 0  | 0  | 2  | 1  | 4  | -3  | 0,00% |

#### Goleador
| Jugador     | Goles |
| ----------- | ----- |
| Vargas Peña | 1     |

## Brasil 1950
Tras no haberse presentado a las eliminatorias de 1934 y 1938, Paraguay clasificó automáticamente junto a Uruguay, porque Ecuador y Perú se retiraron. 
Quedaron en el grupo 3, junto a Italia, Suecia e India, pero la última se retiró del torneo por conflictos con la FIFA. Con Manuel Freitas Solich como entrenador, debutaron el 29 de junio contra Suecia, y lograron remontar el 2-0 con un gol de López Fretes al 35' y otro de López al minuto 74', para dejar el partido 2-2. Su segundo encuentro fue el 2 de julio frente a Italia, que terminó con una derrota de 2-0 y otra eliminación en primera fase.

### Grupo 3
| Equipo   | Pts | PJ | PG | PE | PP | GF | GC | Dif |
| -------- | --- | -- | -- | -- | -- | -- | -- | --- |
| Suecia   | 3   | 2  | 1  | 1  | 0  | 5  | 4  | 1   |
| Italia   | 2   | 2  | 1  | 0  | 1  | 4  | 3  | 1   |
| Paraguay | 1   | 2  | 0  | 1  | 1  | 2  | 4  | -2  |

| 29 de junio de 1950, 15:30 | Suecia                     | 2:2 (2:1) | Paraguay                     | Estádio Durival de Britto e Silva, Curitiba                |                                                            |
|                            | Sundqvist 17' · Palmér 26' | Reporte   | López Fretes 35' · López 74' | Asistencia: 7.903 espectadores Árbitro(s): Robert Mitchell | Asistencia: 7.903 espectadores Árbitro(s): Robert Mitchell |

| 2 de julio de 1950, 15:00 | Italia                           | 2:0 (1:0) | Paraguay | Estádio do Pacaembu, São Paulo                           |                                                          |
|                           | Carapellese 12' · Pandolfini 63' | Reporte   |          | Asistencia: 25.811 espectadores Árbitro(s): Arthur Ellis | Asistencia: 25.811 espectadores Árbitro(s): Arthur Ellis |

### Estadísticas

#### Posiciones
| Equipo | Equipo         | Pts | PJ | PG | PE | PP | GF | GC | Dif | Rend  |
| ------ | -------------- | --- | -- | -- | -- | -- | -- | -- | --- | ----- |
| 10     | Estados Unidos | 2   | 3  | 1  | 0  | 2  | 4  | 8  | -4  | 33,3% |
| 11     | Paraguay       | 1   | 2  | 0  | 1  | 1  | 2  | 4  | -2  | 25,0% |
| 12     | México         | 0   | 3  | 0  | 0  | 3  | 2  | 10 | -8  | 0,0%  |

#### Goleadores
| Jugador      | Goles |
| ------------ | ----- |
| López Fretes | 1     |
| López        | 1     |

## Suecia 1958
Paraguay jugó eliminatorias por primera vez, y venció a Uruguay y Colombia por la clasificación.
Quedaron en el Grupo B junto a Francia, Escocia y Yugoslavia. El 8 de junio jugaron su primer partido frente a Francia, donde recibieron un contundente 3-7. El 11 de junio, lograron una victoria contra Escocia, con goles de Agüero, Ré y Parodi, terminando el partido con un 3-2. Definieron el 15 de junio contra Yugoslavia quien iría a segunda fase. El partido terminó en un 3-3, con goles de Parodi al minuto 20', Agüero al 52', y Romero al minuto 80'. Por lo tanto, Yugoslavia clasificó a la segunda fase y Paraguay quedó nuevamente eliminado en fase de grupos.

### Grupo B
| Equipo     | Pts | PJ | PG | PE | PP | GF | GC | Dif |
| ---------- | --- | -- | -- | -- | -- | -- | -- | --- |
| Francia    | 4   | 3  | 2  | 0  | 1  | 11 | 7  | 4   |
| Yugoslavia | 4   | 3  | 1  | 2  | 0  | 7  | 6  | 1   |
| Paraguay   | 3   | 3  | 1  | 1  | 1  | 9  | 12 | -3  |
| Escocia    | 1   | 3  | 0  | 1  | 2  | 4  | 6  | -2  |

| 8 de junio de 1958, 19:00 | Francia                                                                        | 7:3 (2:2) | Paraguay                              | Iddrotsparken, Norrköping                                    |                                                              |
|                           | Fontaine 24', 30', 67' · Piantoni 52' · Wisnieski 61' · Kopa 70' · Vincent 83' | Reporte   | Amarilla 20', 44' (pen.) · Romero 50' | Asistencia: 16.500 espectadores Árbitro(s): Juan Gardeazabal | Asistencia: 16.500 espectadores Árbitro(s): Juan Gardeazabal |

| 11 de junio de 1958, 19:00 | Paraguay                        | 3:2 (2:1) | Escocia                 | Iddrotsparken, Norrköping                                      |                                                                |
|                            | Agüero 4' · Ré 45' · Parodi 73' | Reporte   | Mudie 24' · Collins 74' | Asistencia: 12.000 espectadores Árbitro(s): Vincenzo Orlandini | Asistencia: 12.000 espectadores Árbitro(s): Vincenzo Orlandini |

| 15 de junio de 1958, 19:00 | Paraguay                             | 3:3 (1:2) | Yugoslavia                                    | Tunavallen, Eskilstuna                                   |                                                          |
|                            | Parodi 20' · Agüero 52' · Romero 80' | Reporte   | Ognjanović 18' · Veselinović 21' · Rajkov 73' | Asistencia: 12.000 espectadores Árbitro(s): Martin Macko | Asistencia: 12.000 espectadores Árbitro(s): Martin Macko |

### Estadísticas

#### Posiciones
| Pos. | Equipo     | Pts | PJ | PG | PE | PP | GF | GC | Dif. | Rend. |
| ---- | ---------- | --- | -- | -- | -- | -- | -- | -- | ---- | ----- |
| 11   | Inglaterra | 3   | 4  | 0  | 3  | 1  | 4  | 5  | -1   | 37,5% |
| 12   | Paraguay   | 3   | 3  | 1  | 1  | 1  | 9  | 12 | -3   | 50,0% |
| 13   | Argentina  | 2   | 3  | 1  | 0  | 2  | 5  | 10 | -5   | 33,3% |

#### Goleadores
| Jugador  | Goles |
| -------- | ----- |
| Amarilla | 2     |
| Romero   | 2     |
| Agüero   | 2     |
| Parodi   | 2     |
| Ré       | 1     |

## México 1986
Clasificaron a este torneo, tras 28 años sin jugar, luego de haber ganado el repechaje contra Colombia en la primera vuelta, y vencer a Chile en la segunda vuelta por el global de 5-2. Siendo así el último clasificado de las eliminatorias de la Conmebol.
Paraguay quedó en el Grupo B, junto al anfitrión, México, Bélgica, y la selección debutante de Irak. Jugó su primer partido el 4 de junio, contra Irak. El partido terminó 1:0, con gol de Romero. 3 días más tarde, se enfrentaron contra México, logrando un empate al minuto 85' gracias a Romero. Definieron contra Bélgica el último partido del grupo, y con dos goles de Cabañas en los minutos 50' y 76', empataron y clasificaron por primera vez a la segunda fase de una Copa Mundial. Se enfrentaron contra Inglaterra en los octavos de final. El partido terminó 0:3 a favor de los ingleses, terminando así la participación de Paraguay en esta Copa del Mundo. Quedaron en el puesto N°13 del ranking.

### Grupo B
| Selección | Pts. | PJ | PG | PE | PP | GF | GC | Dif. |
| --------- | ---- | -- | -- | -- | -- | -- | -- | ---- |
| México    | 5    | 3  | 2  | 1  | 0  | 4  | 2  | 2    |
| Paraguay  | 4    | 3  | 1  | 2  | 0  | 4  | 3  | 1    |
| Bélgica   | 3    | 3  | 1  | 1  | 1  | 5  | 5  | 0    |
| Irak      | 0    | 3  | 0  | 0  | 3  | 1  | 4  | -3   |

| 4 de junio de 1986, 12:00 | Paraguay   | 1:0 (1:0) | Irak | Estadio Toluca 70-86, Toluca                                   |                                                                |
|                           | Romero 35' | Reporte   |      | Asistencia: 24.000 espectadores Árbitro(s): Edwin Picon-Ackong | Asistencia: 24.000 espectadores Árbitro(s): Edwin Picon-Ackong |

| 7 de junio de 1986, 12:00 | México    | 1:1 (1:0) | Paraguay   | Estadio Azteca, Ciudad de México                             |                                                              |
|                           | Flores 3' | Reporte   | Romero 85' | Asistencia: 114.600 espectadores Árbitro(s): George Courtney | Asistencia: 114.600 espectadores Árbitro(s): George Courtney |

| 11 de junio de 1986, 12:00 | Paraguay         | 2:2 (0:1) | Bélgica                    | Estadio Toluca 70-86, Toluca                               |                                                            |
| | Cabañas 50', 76' | Reporte   | Vercauteren 30' · Veyt 59' | Asistencia: 16.000 espectadores Árbitro(s): Bogdan Dotchev | Asistencia: 16.000 espectadores Árbitro(s): Bogdan Dotchev |
| Primera clasificación a la siguiente fase de un Mundial para Paraguay. Cayetano Re se transforma en el primer técnico en ser expulsado de un partido. |                  |           |                            |                                                            |                                                            |

### Octavos de final
| 18 de junio de 1986 | Inglaterra                     | 3:0 (1:0) | Paraguay | Estadio Azteca, Ciudad de México                           |                                                            |
|                     | Lineker 31', 73' Beardsley 56' | Reporte   |          | Asistencia: 98.728 espectadores Árbitro(s): amal Al-Sharif | Asistencia: 98.728 espectadores Árbitro(s): amal Al-Sharif |

### Estadísticas

#### Posiciones
| Pos. | Equipo   | Pts | PJ | PG | PE | PP | GF | GC | Dif. | Rend. |
| ---- | -------- | --- | -- | -- | -- | -- | -- | -- | ---- | ----- |
| 12   | Italia   | 4   | 4  | 1  | 2  | 1  | 5  | 6  | -1   | 50,0% |
| 13   | Paraguay | 4   | 4  | 1  | 2  | 1  | 4  | 6  | -2   | 50,0% |
| 14   | Polonia  | 3   | 4  | 1  | 1  | 2  | 1  | 7  | -6   | 37,5% |

#### Goleadores
| Jugador | Goles |
| ------- | ----- |
| Romero  | 2     |
| Cabañas | 2     |

## Francia 1998
Paraguay quedó en el segundo lugar de las eliminatorias para el Mundial, por lo que clasificó cómodamente. 
Quedaron en el Grupo D junto a España, Nigeria y Bulgaria. Su primer partido fue el 12 de junio contra Bulgaria, quedándose con un 0:0. El siguiente partido fue contra España, empatando nuevamente 0:0. Jugaron contra Nigeria el último partido, y con goles de Ayala, Benítez y Cardozo lograron clasificar a segunda fase nuevamente, quedando detrás de Nigeria por un punto.
Para los octavos de final, les tocó contra la poderosa Selección de Francia. Terminaron perdiendo el partido por 0:1, y Francia luego se convirtió en campeón del torneo.

### Grupo D
| Equipo   | Pts | PT | G | E | P | GF | GC | DG |
| -------- | --- | -- | - | - | - | -- | -- | -- |
| Nigeria  | 6   | 3  | 2 | 0 | 1 | 5  | 5  | 0  |
| Paraguay | 5   | 3  | 1 | 2 | 0 | 3  | 1  | 2  |
| España   | 4   | 3  | 1 | 1 | 1 | 8  | 4  | 4  |
| Bulgaria | 1   | 3  | 0 | 1 | 2 | 1  | 7  | -6 |

| 12 de junio de 1998 | Paraguay | 0:0     | Bulgaria | Stade de la Mosson, Montpellier                                  |                                                                  |
|                     |          | Reporte |          | Asistencia: 27.650 espectadores Árbitro(s): Abdul Rahman Al Zaid | Asistencia: 27.650 espectadores Árbitro(s): Abdul Rahman Al Zaid |

| 19 de junio de 1998 | España | 0:0     | Paraguay | Stade Geoffroy-Guichard, St. Étienne                   |                                                        |
|                     |        | Reporte |          | Asistencia: 30.600 espectadores Árbitro(s): Ian McLeod | Asistencia: 30.600 espectadores Árbitro(s): Ian McLeod |

| 24 de junio de 1998 | Nigeria   | 1:3 (1:1) | Paraguay                             | Stade de Toulouse, Toulouse                            |                                                        |
|                     | Oruma 11' | Reporte   | Ayala 1' · Benítez 59' · Cardozo 86' | Asistencia: 55.000 espectadores Árbitro(s): Un Prasert | Asistencia: 55.000 espectadores Árbitro(s): Un Prasert |

### Octavos de final
| 28 de junio de 1998 | Francia    | 1:0 (0:0, 0:0) | Paraguay | Stade Félix Bollaert, Lens                              |                                                         |
|                     | Blanc 113' | Reporte        |          | Asistencia: 38.100 espectadores Árbitro(s): Ali Bujsaim | Asistencia: 38.100 espectadores Árbitro(s): Ali Bujsaim |

### Estadísticas

#### Posiciones
| Equipo | Equipo   | Pts | PJ | PG | PE | PP | GF | GC | Dif | Rend  |
| ------ | -------- | --- | -- | -- | -- | -- | -- | -- | --- | ----- |
| 13     | México   | 5   | 4  | 1  | 2  | 1  | 8  | 7  | 1   | 41,7% |
| 14     | Paraguay | 5   | 4  | 1  | 2  | 1  | 3  | 2  | 1   | 41,7% |
| 15     | Noruega  | 5   | 4  | 1  | 2  | 1  | 5  | 5  | 0   | 41,7% |

#### Goleadores
| Jugador | Goles |
| ------- | ----- |
| Ayala   | 1     |
| Benítez | 1     |
| Cardozo | 1     |

## Corea-Japón 2002

Estampilla paraguaya que muestra su formación en el Mundial del 2002

Paraguay clasificó tras salir 4°. en las eliminatorias de la Conmebol.
También jugaron tres amistosos antes del Mundial. El primero fue contra Bolivia el 13 de febrero, en donde empataron 2:2. El segundo fue el 18 de marzo en Londres contra Nigeria, empatando nuevmante con un 1:1. Y el último, jugado el 17 de abril en Liverpool, contra Inglaterra, perdiendo 0:4.
Terminaron en el Grupo B junto a las selecciones de España, Sudáfrica y Eslovenia. El primer partido fue contra Sudáfrica, empatando 2:2 con goles de Santa Cruz y Arce. Perdieron el frente a España 1:3, con un gol en contra de Puyol. Su último partido del grupo fue contra Eslovenia, donde ganaron 3:1 y clasificaron a la segunda fase una vez más gracias a que tenían más goles a favor que Sudáfrica. Les tocó contra Alemania, y tras un férreo partido por ambos bandos, Alemania logró ganar con un gol de Neuville al minuto 88'.

### Grupo B
| Equipo    | Pts | PJ | PG | PE | PP | GF | GC | DIF |
| --------- | --- | -- | -- | -- | -- | -- | -- | --- |
| España    | 9   | 3  | 3  | 0  | 0  | 9  | 4  | +5  |
| Paraguay  | 4   | 3  | 1  | 1  | 1  | 6  | 6  | 0   |
| Sudáfrica | 4   | 3  | 1  | 1  | 1  | 5  | 5  | 0   |
| Eslovenia | 0   | 3  | 0  | 0  | 3  | 2  | 7  | -5  |

| 2 de junio de 2002 | Paraguay                  | 2:2 (1:0) | Sudáfrica                        | Estadio Asiad Main, Busán                                |                                                          |
|                    | Santa Cruz 39' · Arce 55' | Reporte   | Mokoena 63' · Fortune 90' (pen.) | Asistencia: 25.186 espectadores Árbitro(s): Lubos Michel | Asistencia: 25.186 espectadores Árbitro(s): Lubos Michel |

| 7 de junio de 2002 | España                                 | 3:1 (0:1) | Paraguay         | Est. de la Copa Mundial, Jeonju                            |                                                            |
|                    | Morientes 53', 69' · Hierro 83' (pen.) | Reporte   | Puyol 10' (a.g.) | Asistencia: 24.000 espectadores Árbitro(s): Gamal Ghandour | Asistencia: 24.000 espectadores Árbitro(s): Gamal Ghandour |

| 12 de junio de 2002 | Eslovenia    | 1:3 (1:0) | Paraguay                     | Est. de la Copa Mundial de Jeju, Seogwipo                     |                                                               |
|                     | Acimovic 45' | Reporte   | Cuevas 65', 84' · Campos 73' | Asistencia: 30.176 espectadores Árbitro(s): Felipe Ramos Rizo | Asistencia: 30.176 espectadores Árbitro(s): Felipe Ramos Rizo |

### Octavos de final
| 15 de junio de 2002 | Alemania     | 1:0 (0:0) | Paraguay | Estadio de la Copa Mundial de Jeju, Seogwipo              |                                                           |
|                     | Neuville 88' | Reporte   |          | Asistencia: 25.176 espectadores Árbitro(s): Carlos Batres | Asistencia: 25.176 espectadores Árbitro(s): Carlos Batres |

### Estadísticas

#### Posiciones
| Pos. | Equipo    | Pts | PJ | PG | PE | PP | GF | GC | Dif. | Rend. |
| ---- | --------- | --- | -- | -- | -- | -- | -- | -- | ---- | ----- |
| 15   | Italia    | 4   | 4  | 1  | 1  | 2  | 5  | 5  | 0    | 33,3% |
| 16   | Paraguay  | 4   | 4  | 1  | 1  | 2  | 6  | 7  | -1   | 33,3% |
| 17   | Sudáfrica | 4   | 3  | 1  | 1  | 1  | 5  | 5  | 0    | 44,4% |

#### Goleadores
| Jugador    | Goles |
| ---------- | ----- |
| Cuevas     | 2     |
| Santa Cruz | 1     |
| Arce       | 1     |
| Campos     | 1     |

## Alemania 2006

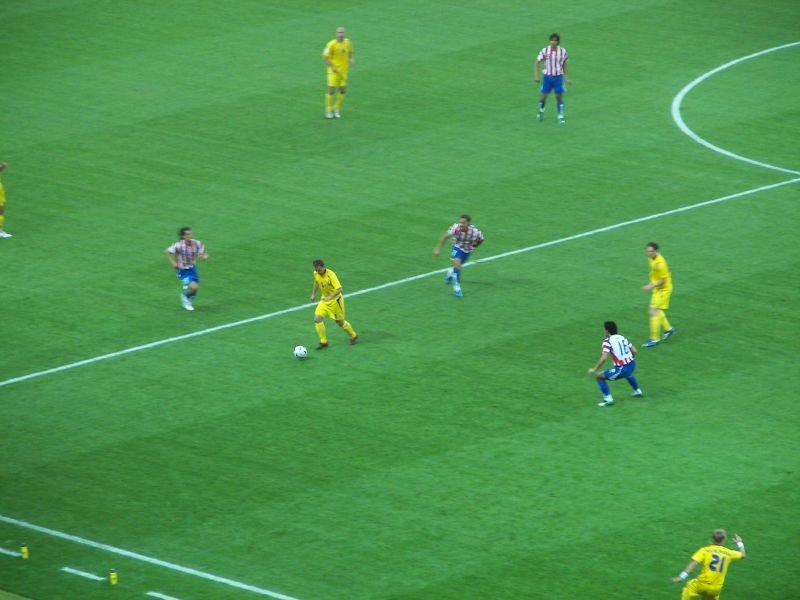
Partido entre Paraguay y Suecia

Nuevamente, Paraguay quedó en el cuarto lugar de las eliminatorias, con 28 puntos en total.
Jugó un total de siete partidos amistosos antes de la Copa del Mundo, ganándole a las selecciones de Togo por 4:2, Macedonia por un 1:0, y Georgia por 1:0. Empató con Gales 0:0, con Noruega 2:2, y con Dinamarca 1:1. Finalmente, solo perdió contra la Selección de México por 1:2.
Por cuarta vez en su historia, fue colocado en el grupo B, junto a las selecciones de Inglaterra, Suecia y Trinidad y Tobago. El 10 de junio debutaron frente a los ingleses, y con un gol en contra de Gamarra perdieron el partido 0:1, además, el guardameta Justo Villar se lesionó pocos minutos después, y tuvo que ser reemplazado. Tras la derrota, jugaron contra la Selección de Suecia, donde perdieron 0:1 con gol en los últimos minutos de Fredrik Ljungberg, eliminando a la selección de la Copa del Mundo en primera fase, incluse después de haberle ganado a Trinidad y Tobago por 2:0 con goles de Brent Sancho en contra y de Nelson Cuevas al minuto 86'.

### Grupo B
| Selección         | Pts. | PJ | PG | PE | PP | GF | GC | Dif. |
| ----------------- | ---- | -- | -- | -- | -- | -- | -- | ---- |
| Inglaterra        | 7    | 3  | 2  | 1  | 0  | 5  | 2  | 3    |
| Suecia            | 5    | 3  | 1  | 2  | 0  | 3  | 2  | 1    |
| Paraguay          | 3    | 3  | 1  | 0  | 2  | 2  | 2  | 0    |
| Trinidad y Tobago | 1    | 3  | 0  | 1  | 2  | 0  | 4  | -4   |

| 10 de junio de 2006, 15:00 | Inglaterra        | 1:0 (1:0) | Paraguay | Est. de la Copa Mundial, Fráncfort del Meno                         |                                                                     |
|                            | Gamarra 3' (a.g.) | Reporte   |          | Asistencia: 48.000 espectadores Árbitro(s): Marco Antonio Rodríguez | Asistencia: 48.000 espectadores Árbitro(s): Marco Antonio Rodríguez |

| 15 de junio de 2006, 21:00 | Suecia        | 1:0 (0:0) | Paraguay | Estadio Olímpico, Berlín                                 |                                                          |
|                            | Ljungberg 89' | Reporte   |          | Asistencia: 72.000 espectadores Árbitro(s): Ľuboš Micheľ | Asistencia: 72.000 espectadores Árbitro(s): Ľuboš Micheľ |

| 20 de junio de 2006, 21:00 | Paraguay                       | 2:0 (1:0) | Trinidad y Tobago | Fritz-Walter-Stadion, Kaiserslautern                        |                                                             |
|                            | Sancho 25' (a.g.) · Cuevas 86' | Reporte   |                   | Asistencia: 46.000 espectadores Árbitro(s): Roberto Rosetti | Asistencia: 46.000 espectadores Árbitro(s): Roberto Rosetti |

### Estadísticas

#### Posiciones
| Pos. | Equipo          | Pts | PJ | PG | PE | PP | GF | GC | Dif. | Rend. |
| ---- | --------------- | --- | -- | -- | -- | -- | -- | -- | ---- | ----- |
| 17   | Corea del Sur   | 4   | 3  | 1  | 1  | 1  | 3  | 4  | -1   | 44,4% |
| 18   | Paraguay        | 3   | 3  | 1  | 0  | 2  | 2  | 2  | 0    | 33,3% |
| 19   | Costa de Marfil | 3   | 3  | 1  | 0  | 2  | 5  | 6  | -1   | 33,3% |

#### Goleador
| Jugador | Goles |
| ------- | ----- |
| Cuevas  | 1     |

## Sudáfrica 2010

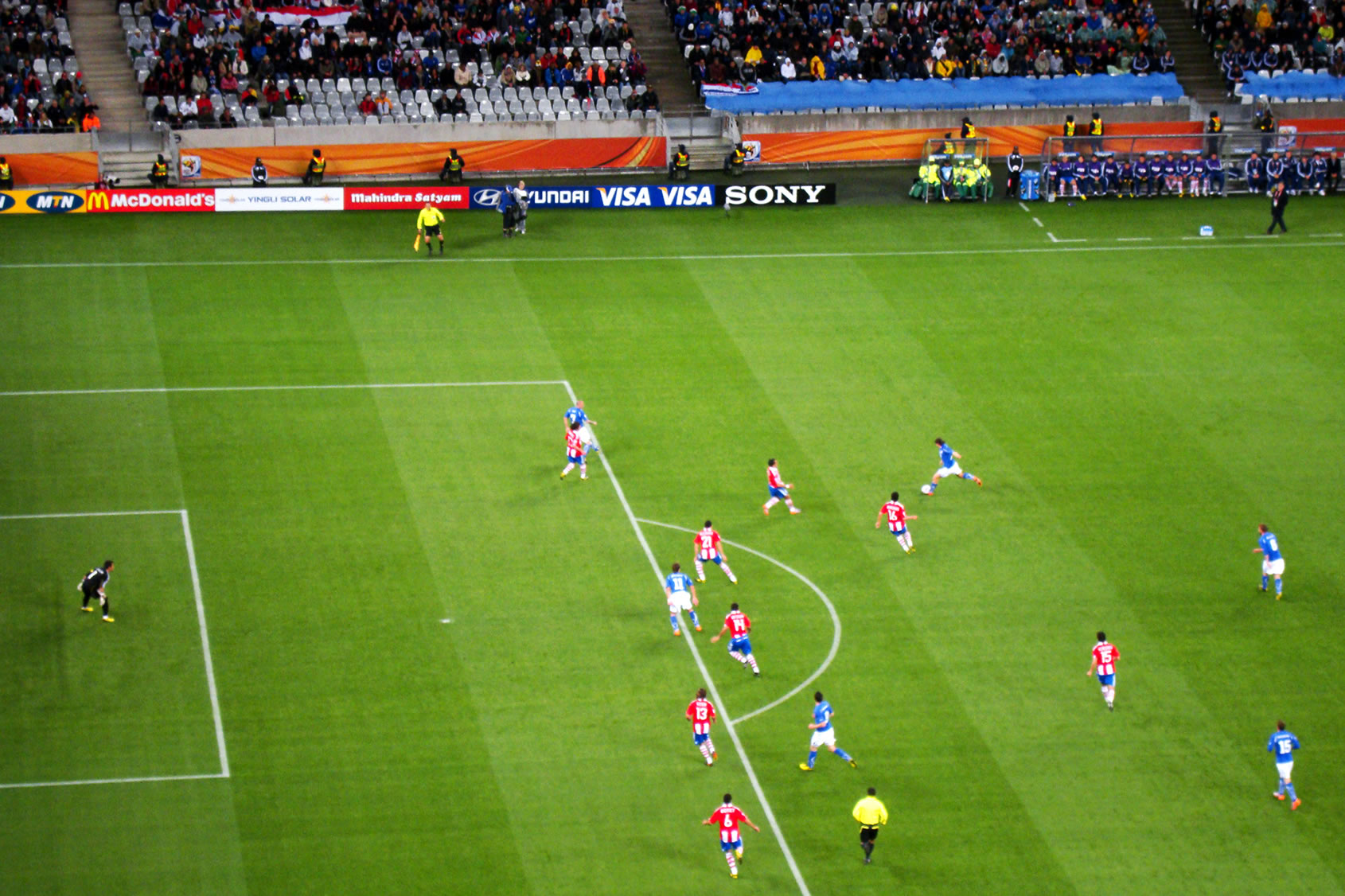
Partido entre Paraguay e Italia

Esta fue la última Copa del Mundo en la que participó Paraguay, ya que no clasificó a las otras dos Copas del Mundo. 
Lograron clasificar estando en el 3°. lugar de las eliminatorias de la Conmebol, junto a Brasil, Argentina, Chile y Uruguay. El goleador de esa clasificatoria para los paraguayos fue Salvador Cabañas, con 6 goles en 15 partidos.
Entre las clasificatorias y el Mundial, jugaron 9 partidos amistosos, en los cuales ganaron dos, empataron tres y perdieron cuatro. 
El sorteo dejó a Paraguay en el Grupo F, junto a Italia, la cual fue la campeona del certamen anterior, Eslovaquia, que era un equipo debutante como país independiente, y Nueva Zelanda, que ganó el repechaje contra Baréin. Bajo la dirección de Gerardo Martino, tuvieron su debut frente a la selección italiana. Lograron empatar 1:1 con gol de Alcaraz al minuto 39', y estuvieron empatados en otros aspectos del partido también. El 20 de junio jugaron contra Eslovaquia, que venía de empatar con Nueva Zelanda, y con la ayuda de Vera y Riveros, pudieron ganar con un resultado de 2:0 y dejándolos cerca de la clasificación a segunda fase. Definieron en el Estadio Peter Mokaba contra Nueva Zelanda, donde Paraguay tenía que empatar o ganar para poder ir a los octavos de final. Tras el último pitido del árbitro, el partido terminó 0:0, y clasificaron junto a Eslovaquia a los octavos de final.
Tuvieron que disputar los octavos contra Japón, la cual salió segunda en su grupo respectivo, siendo la primera vez que se enfrentaba en un Mundial, y el segundo a nivel oficial. El partido estuvo igualado por los primeros 90 minutos, con un mano a mano desperdiciado de Lucas Barrios y un tiro al travesaño del japonés Daisuke Matsui. No hubo mucho movimiento en los 30 minutos de prórroga tampoco, por lo que tuvieron que definirlo en la tanda de penales. Komano erró su penal, y a pesar de que Honda convirtió el penal siguiente de Japón, Cardozo anotó el penal que dejó la tanda en un 5:3, llevando a Paraguay a los cuartos de final por primera vez en toda su historia. Esta victoria fue recibida por celebraciones en todo el país, que recibieron a España con las cabezas en alto. El 3 de junio en el Estadio Ellis Park se enfrentaron contra España. En el primer tiempo no pasó nada importante hasta cerca del final, donde Nelson Haedo marcó un gol en posición legítima, pero fue desvalidada por el árbitro de línea. Esto causó polémica, pero el partido siguió normalmente. En el segundo tiempo, se señaló un penal a favor de Paraguay, el cual tomaría Cardozo. Íker Casillas terminó atajando el penal, y el partido continuó 0:0. Poco después, se le dio un penal a España por una falta sobre David Villa, la cual terminó cobrando Xabi Alonso. Xabi logró meter gol, pero fue anulado por invasión de cancha y se repitió el penal, en el cual terminó atajando el guardameta Justo Villar. El portero también cometió falta contra Cesc Fàbregas, pero no se cobró penal. Finalmente, al minuto 83' del partido, Villa marcó tras un rebote de palo de su compañero. El partido terminó 0:1 a favor de los españoles, pero los jugadores paraguayos fueron recibidos con euforia en su país natal.

### Grupo
| Selección     | Pts. | PJ | PG | PE | PP | GF | GC | Dif. |
| ------------- | ---- | -- | -- | -- | -- | -- | -- | ---- |
| Paraguay      | 5    | 3  | 1  | 2  | 0  | 3  | 1  | 2    |
| Eslovaquia    | 4    | 3  | 1  | 1  | 1  | 4  | 5  | -1   |
| Nueva Zelanda | 3    | 3  | 0  | 3  | 0  | 2  | 2  | 0    |
| Italia        | 2    | 3  | 0  | 2  | 1  | 4  | 5  | -1   |

| 14 de junio de 2010, 20:30 | Italia       | 1:1 (0:1) | Paraguay    | Green Point, Ciudad del Cabo                                 |                                                              |
|                            | De Rossi 63' | Reporte   | Alcaraz 39' | Asistencia: 62 869 espectadores Árbitro(s): Benito Archundia | Asistencia: 62 869 espectadores Árbitro(s): Benito Archundia |

| 20 de junio de 2010, 13:30 | Eslovaquia | 0:2 (0:1) | Paraguay               | Free State, Bloemfontein                                 |                                                          |
|                            |            | Reporte   | Vera 27' · Riveros 86' | Asistencia: 26 643 espectadores Árbitro(s): Eddy Maillet | Asistencia: 26 643 espectadores Árbitro(s): Eddy Maillet |

| 24 de junio de 2010, 16:00 | Paraguay | 0:0     | Nueva Zelanda | Peter Mokamba, Polokwane                                     |                                                              |
|                            |          | Reporte |               | Asistencia: 34 850 espectadores Árbitro(s): Yūichi Nishimura | Asistencia: 34 850 espectadores Árbitro(s): Yūichi Nishimura |

### Octavos de final
| 29 de junio de 2010, 16:00                                            | Paraguay                                             | 0:0 (t. s.)(5:3 p.)        | Japón                          | Loftus Versfeld, Pretoria                                      |                                                                |
|                                                                       |                                                      | Reporte                    |                                | Asistencia: 36 742 espectadores Árbitro(s): Frank de Bleeckere | Asistencia: 36 742 espectadores Árbitro(s): Frank de Bleeckere |
|                                                                       |                                                      | Tiros desde el punto penal |                                |                                                                |                                                                |
|                                                                       | Barreto · Barrios · Riveros · Haedo Valdez · Cardozo |                            | Endō · Hasebe · Komano · Honda |                                                                |                                                                |
| Paraguay avanzó por primera vez en su historia a los cuartos de final |                                                      |                            |                                |                                                                |                                                                |

### Cuartos de final
| 3 de julio de 2010, 20:30 | Paraguay | 0:1 (0:0) | España      | Ellis Park, Johannesburgo                                 |                                                           |
|                           |          | Reporte   | D.Villa 83' | Asistencia: 55 359 espectadores Árbitro(s): Carlos Batres | Asistencia: 55 359 espectadores Árbitro(s): Carlos Batres |

### Estadísticas

#### Posiciones
| Equipo | Equipo   | Pts | PJ | PG | PE | PP | GF | GC | Dif | Rend  |
| ------ | -------- | --- | -- | -- | -- | -- | -- | -- | --- | ----- |
| 7      | Ghana    | 8   | 5  | 2  | 2  | 1  | 5  | 4  | 1   | 53,3% |
| 8      | Paraguay | 6   | 5  | 2  | 2  | 1  | 3  | 2  | 1   | 53,5% |
| 9      | Japón    | 7   | 4  | 2  | 1  | 1  | 4  | 2  | 2   | 58,3% |

#### Goleadores
| Jugador | Goles |
| ------- | ----- |
| Alcaraz | 1     |
| Vera    | 1     |
| Riveros | 1     |